# Ferrocarril Puerto Cabello-Valencia
El ferrocarril de Puerto Cabello-Valencia es un ferrocarril desaparecido en Venezuela. El ferrocarril de 55 km se construyó en la década de 1880 para unir Valencia, entonces la segunda ciudad del país, con el puerto caribeño de Puerto Cabello. Cerró en la década de 1950.

## Planificación del ferrocarril
Antonio Guzmán Blanco, quien fue presidente de Venezuela durante tres mandatos separados, negoció una concesión con empresarios británicos para construir el ferrocarril. Se crea la Compañía de Ferrocarriles de Puerto Cabello y Valencia. El proyecto implicó un ascenso de 500 metros, atravesando las montañas de la Cordillera de la Costa venezolana . La ruta elegida involucró un corto tramo costero desde Puerto Cabello hasta El Palito en la desembocadura del río Aguas Calientes, después de lo cual la línea siguió mayoritariamente el curso del río.
El calibre era de 3 pies y 6 pulgadas (1067mm). El uso de una trocha angosta para ayudar con los problemas causados por el terreno montañoso fue consistente con los principios del ingeniero Robert Fairlie, quien participó en la topografía cerca de Puerto Cabello en la década de 1870. Sin embargo, llegar a la cumbre presentó dificultades técnicas. De acuerdo con las indicaciones del ingeniero John Carruthers, en lugar de emplear una pendiente uniforme en todo el recorrido, se decidió construir un plano inclinado sobre Las Trincheras. Carruthers tenía experiencia en el sistema ferroviario de montaña Fell en Nueva Zelanda, pero para esta sección usó piñón y cremallera diseñado en el sistema Abt desarrollado recientemente para su uso en las montañas Harz de Alemania.

## Estaciones
El término de Valencia era la estación de tren de Camoruco en un suburbio a 3 km del centro de la ciudad. Se hicieron planes con anticipación para un tranvía desde la estación hasta la Plaza Bolívar en el centro de la ciudad. Inicialmente tirados por caballos, los tranvías fueron electrificados en 1915. Había otras 6 estaciones:
- Naguanagua.
- La entrada.
- Las Trincheras
- El Cambur.
- El Palito.
- Puerto Cabello.

## Inauguración y posterior historia del ferrocarril
El ferrocarril fue inaugurado en febrero de 1888 por el sucesor de Antonio Guzmán Blanco, Hermógenes López . La rentabilidad se vio afectada por la inestable situación política de Venezuela a finales del siglo XIX; las cosas fueron particularmente malas durante la Revolución Legalista que llevó a Joaquín Crespo al poder por segunda vez. El ferrocarril buscó una compensación por los daños causados por la guerra civil. La falta de pago de tales daños fue una de las causas del bloqueo naval a Venezuela de 1902-1903 impuesto por las potencias europeas. El derecho de construir y operar este ferrocarril sería exclusivo por 99e años a partir de la fecha de su terminación. Sin embargo, el ferrocarril fue nacionalizado en 1916.

## Ferrocarriles posteriores
El mismo ancho fue utilizado por el Gran Ferrocarril de Venezuela, un proyecto alemán que iba a Valencia desde Caracas. Cuando se inauguró el Gran Ferrocarril de Venezuela en 1894, las dos líneas estaban separadas, pero finalmente se colocó una vía para conectar las dos terminales de Valencia, Camoruco y San Blas. En el siglo XXI se iniciaron las obras de un nuevo ferrocarril de Puerto Cabello a La Encrucijada, nudo de transporte del Estado Aragua. El proyecto fue planificado por la Institución de Ferrocarriles del Estado. La ruta replica en parte el ferrocarril de Puerto Cabello y Valencia, pero la escala es más ambiciosa. Entre los túneles se encuentra el Túnel Bárbula de 7.702 m, entre Las Trincheras y Naguanagua, que se dice es el más largo de Sudamérica. En 2016, las obras del ferrocarril de Puerto Cabello fueron calificadas de "irregulares y marcadas por la morosidad del cliente como consecuencia de las malas condiciones económicas del país, relacionadas principalmente con la caída del precio del petróleo".